# Silvia Costa
Silvia Costa (Firenze, 12 giugno 1949) è una giornalista e politica italiana, dal 2020 al 2023 commissaria straordinaria di Governo per il recupero dell’ex carcere borbonico sull’isolotto di Santo Stefano a Ventotene.
È stato sottosegretaria di Stato al Ministero dell'università e della ricerca scientifica e tecnologica nel governo Ciampi, deputata alla Camera per tre legislature: la IX, la X e la XI, europarlamentare dal 2009 al 2019, dove ha presieduto dal 7 luglio 2014 al 18 gennaio 2017 la Commissione per la cultura e l'istruzione al Parlamento europeo.

## Biografia
Laureata in lettere moderne all'Università degli Studi di Roma "La Sapienza", è giornalista professionista iscritta all'Ordine dei Giornalisti del Lazio dal 1982. Collabora a diverse testate giornalistiche e a rubriche radiotelevisive della RAI, ed è stata dal 1978 al 1985 redattrice a Il Popolo.
Socia dell'Unione Cattolica Stampa Italiana (UCSI) del Lazio, è stata Presidente dell'Accademia di Belle Arti di Roma dal 1995 al marzo 2002 e consigliere del CNEL dal 1995 al 2005.

### Attività politica
Comincia il suo percorso politico con il movimento femminile nazionale della Democrazia Cristiana fino a diventarne uno dei principali esponenti, partecipando poi nel 1993 all'Assemblea nazionale fondativa del Partito Popolare Italiano. Candidata alle elezioni europee del 1999, non risulta eletta. Quando il Partito Popolare confluisce nella nuova formazione politica «Democrazia è Libertà - La Margherita» nel 2001, entra a far parte della Direzione Nazionale. Entra a far parte poi del Partito Democratico al momento della sua creazione, avvenuta nel 2007 grazie all'unione dei Democratici di Sinistra con la Margherita.
Prima consigliere comunale di Roma dal 1976 al 1985, Costa viene eletta alla Camera dei deputati per la Democrazia Cristiana in tre legislature, restando in carica dal 1985 al 1994. Attiva in varie commissioni, come quella degli interni, cultura e vigilanza RAI. Con il Governo Ciampi è sottosegretaria al Ministero dell'Università, Ricerca Scientifica e Tecnologica. Presiede per diversi anni fino al 2000 la Commissione Pari opportunità tra uomo e donna presso la presidenza del Consiglio dei ministri.
Alle elezioni regionali del 2005 viene candidata capolista per Uniti nell'Ulivo nel Lazio dove L'Unione vuole portare Piero Marrazzo alla presidenza della regione. Eletta con 23.909 preferenze, assume la carica di assessore regionale all'Istruzione, Diritto allo Studio e Formazione.
Componente della Commissione Centrale di Beneficenza della Fondazione Cariplo (di cui è Commissaria dal novembre 2001), è anche Presidente del Comitato Scientifico della Fondazione Risorsa Donna. Cofondatrice di Telefono Azzurro nel 1987, fa anche parte del Comitato romano del movimento femminile della Croce Rossa italiana.
Presidente del Comitato di gestione del Fondo speciale per i Centri di servizio del volontariato nella regione Lazio, su designazione della Fondazione Cariplo.
Già Presidente dell'Osservatorio Interuniversitario sugli studi di Genere (GIO), ricopre la carica di Consigliere di Amministrazione della Fondazione Donne in Musica. È stata inoltre Coordinatrice della Consulta Nazionale sullo Spettacolo, prima della DC, poi dei Popolari (Partito Popolare Italiano).

#### Elezione al Parlamento europeo
Eletta membro del Parlamento europeo per il Partito Democratico nel 2009 con 118.603 preferenze, Costa è stata eletta vicepresidente della Delegazione per le relazioni con l'Iraq del Parlamento europeo ed è componente delle Commissione Cultura e Istruzione e componente supplente della Commissione Diritti della Donna e Uguaglianza di Genere e della Commissione per le Libertà Civili, la Giustizia e gli Affari Interni.
Nel 2014 Costa si ricandida con il Partito Democratico nella circoscrizione Italia Centrale e viene riconfermata con 72.097 voti. Viene poi eletta presidente della Commissione cultura e istruzione. Membro della Conferenza dei Presidenti di Commissione, della Delegazione alla commissione parlamentare di stabilizzazione e di associazione (SAPC) UE-Albania, e membro sostituto della Commissione per l'occupazione e gli affari sociali è inoltre vice-presidente dell'inter-gruppo parlamentare sulla Povertà e dell'inter-gruppo Turismo culturale, Patrimonio culturale e Itinerari culturali europei ed è componente dell'intergruppo sui diritti dei minori.
Al Parlamento europeo Costa ha fatto parte dal 2009 nel gruppo dell'Alleanza dei Socialisti e Democratici Europei (S&D), pur mantenendo la tessera del Partito Democratico Europeo (membro del gruppo ALDE) fino al 2014. Dal 2014 è membro del Partito del Socialismo Europeo e del gruppo parlamentare S&D.
Dopo dieci anni passati a Bruxelles, nell'aprile 2019 annuncia di non ricandidarsi al Parlamento europeo.

## Premi
- Nel 2021 ha ricevuto il Women of Europe Awards nella categoria nella categoria "Woman in Power".[5]